# قطعنامه ۱۸۶۶ شورای امنیت
قطعنامه ۱۸۶۶ شورای امنیت سازمان ملل متحد که در تاریخ ۱۳ فوریه ۲۰۰۹ تصویب شد، سندی بین‌المللی دربارهٔ بررسی وضعیت در گرجستان است. این قطعنامه طی نشست ۶۰۸۲ام با ۱۵ رای موافق، ۰ مخالف و ۰ ممتنع تصویب شد.